# Carry Fire
Carry Fire — 11-й сольний студійний альбом англійського рок-співака, автора пісень і музиканта Роберта Планта, випущений 13 жовтня 2017 року на Nonesuch/Warner Bros. Records. Це другий студійний альбом, на якому Plant виступає за підтримки Sensational Space Shifters.

## Трекліст
| #     | Назва                                                    | Тривалість |
| ----- | -------------------------------------------------------- | ---------- |
| 1.    | «The May Queen»                                          | 4:14       |
| 2.    | «New World...»                                           | 3:29       |
| 3.    | «Season's Song»                                          | 4:19       |
| 4.    | «Dance with You Tonight»                                 | 4:48       |
| 5.    | «Carving up the World Again... A Wall and Not a Fence»   | 3:55       |
| 6.    | «A Way with Words»                                       | 5:18       |
| 7.    | «Carry Fire»                                             | 5:28       |
| 8.    | «Bones of Saints»                                        | 3:47       |
| 9.    | «Keep It Hid»                                            | 4:07       |
| 10.   | «Bluebirds over the Mountain» (featuring Chrissie Hynde) | 4:58       |
| 11.   | «Heaven Sent»                                            | 4:39       |
| 48:58 |                                                          |            |

## Учасники запису
- Роберт Плант — вокал, продюсування
- The Sensational Space Shifters (як музичний гурт):
  - Джастін Адамс — гітара, уд
  - Ліам «Скін» Тайсон — гітара
  - Джон Бегготт — клавішні
  - Біллі Фуллер — бас-гітара
  - Дейв Сміт — барабани
- Сет Лейкман — альт, скрипка
- Реді Хаса — віолончель
- Кріссі Хайнд — вокал